# David Granadino
David Granadino Chávez (Santa Ana, 13 de junio de 1876 - ibíd., 22 de agosto de 1933) fue un compositor salvadoreño, es considerado uno de los músicos salvadoreños más famosos de América Central, destacándose dentro de sus composiciones el vals Bajo el almendro, el cual es uno de los valses más conocidos del istmo centroamericano.

## Biografía
David Granadino nació el 13 de junio de 1876 en el Barrio de Santa Bárbara de la ciudad salvadoreña de Santa Ana, hijo de Joaquín Chávez y Simona Granadino.
Estudio música con los maestros Daniel Alas y Pío Paredes Gonzáles. En 1897 aprendió a tocar violín con el maestro holandés José Kessel, y  formó parte de la Sociedad Lírica Santaneca para posteriormente hacerlo de la Banda Marcial de Santa Ana.
Su primer vals fue El Pirulí, el cual compuso para sus exámenes de ingreso a la academia de música. Posteriormente produjo varios valses, entre los cuales destacan: Reminiscencias, Ismenia, Bella Natividad, Dora, Toñita y Bajo el almendro, el más reconocido de su obra, y por él ha sido reconocido como uno de los músicos más destacados de América Central.
David Granadino también compuso varios tangos, entre los cuales destacan: Por una mirada, Gloria, Honor cuscatleco, Bella como las flores, Los pimpollos, Club Atlas, y Club Salvadoreño. Falleció el 22 de agosto de 1933 en la ciudad de Santa Ana a la edad de 57 años.